# Rudnea, Seredîna-Buda
Rudnea (în ucraineană Рудня) este un sat în comuna Jîhove din raionul Seredîna-Buda, regiunea Sumî, Ucraina.

## Demografie
Componența lingvistică a localității Rudnea
     Ucraineană (57,55%)
     Rusă (42,09%)
     Alte limbi (0,36%)
Conform recensământului din 2001, majoritatea populației localității Rudnea era vorbitoare de ucraineană (57,55%), existând în minoritate și vorbitori de rusă (42,09%).